# 크리스티안스타드시

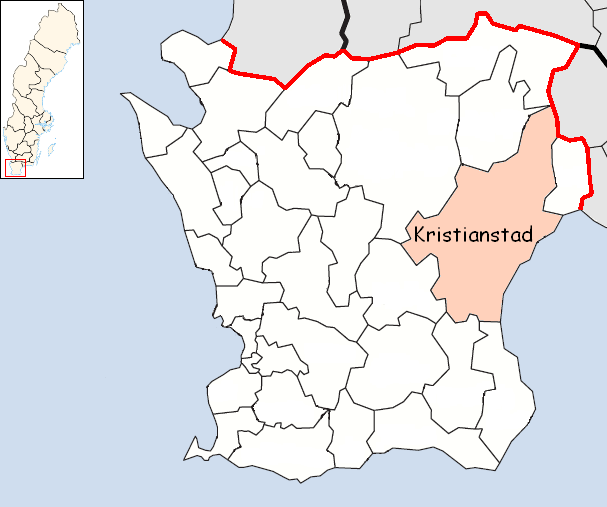
크리스티안스타드 시의 위치

크리스티안스타드시(스웨덴어: Kristianstads kommun)는 스웨덴 스코네주에 위치한 지방 자치체로 행정 중심지는 크리스티안스타드이며 면적은 1,818.24km2, 인구는 83,191명(2016년 12월 31일 기준), 인구 밀도는 46명/km2이다.

시 문장

## 같이 보기
- 크리스티안스타드주